# شب می‌گذرد
شب می‌گذرد عنوان مجموعه تلویزیونی به کارگردانی راما قویدل است که برای پخش در شبکه تهران تولید شد. این مجموعه در ۲۰ قسمت ۴۵ دقیقه‌ای تولید و به تهیه‌کنندگی مهدی همایونفر و نویسندگی عباس نعمتی تولید شد؛ و در پاییز و زمستان ۱۳۸۷ پخش شد.

## داستان
داستان دربارهٔ دو پزشک پدر و پسر است که در سال ۵۴ باهم در یک شهرستان مشغول خدمت هستند و در کنار طبابت مشغول کار سیاسی هم هستند. ساواک به شدت در پی پیدا کردن مسببان خرابکاری هاست. این ماجراها با جریاناتی که در خانواده و محله قدیمی آن‌ها می‌گذرد تلفیق می‌شود و تا سال ۵۸ ادامه پیدا می‌کند.

## بازیگران
| بازیگر           | نام        | نقش                              |
| ---------------- | ---------- | -------------------------------- |
| پرویز پورحسینی   | دکتر رفیعی | پزشک پدر                         |
| مهدی پاکدل       | امیرحسین   | پزشک پسر                         |
| شقایق دهقان      | عفت        |                                  |
| سیروس گرجستانی   |            | رئیس ساواک                       |
| عمار تفتی        | فرید       | دوست دکتر امیرحسین               |
| مجید مظفری       | جعفر       | منتقم از ساواک                   |
| قربان نجفی       |            | برادر جعفر                       |
| فرخ نعمتی        |            | قاضی شهر                         |
| مهوش صبرکن       | امینه      |                                  |
| حدیث میرامینی    | مریم       | دختر واقعی جعفر                  |
| مجتبی رجبی معمار | صدیق       | خواستگار مریم و قهرمان تیراندازی |
| ساقی زینتی       |            |                                  |